# Историја школства у Србији
Школски систем у Србији је тако уређен да постоје основне, средње и високе школе, и универзитети. Закон о универзитету из 2006. је регулисао рад универзитета према Болоњској декларацији. Најстарији је Универзитет у Београду, чије су претече Лицеј и Велика школа у континуитету од 1838, као и Велика школа Ивана Југовића која је постојала од 1808. до 1813. године.

## Школство у Србији 19. века

### У време Првог устанка (1804-1813)
Просвета и школство су на почетку устанка били у веома лошем стању, а неписменост је била веома велика. У Србији једва да је, како то пише Вук Караџић, на сто села био један писмен човек. У периоду између 1804-1813.године дошло је до реорганизације школства и просвете. До краја устанка у Србији је било око педесетак основних школа, највише у београдској, ваљевској и крагујевачкој нахији. Говорећи о томе Вук Караџић пише: " За владе Црног Ђорђија у Србији биле су постављене школе готово по свим варошима и градовима, а и по где којим селима". Трајање мале школе (основне школе) одређено је на три године. Предавани су следећи предмети: у првој години познавање слова и слогова тј. буквар, у другој часловац,у трећој псалтир, и катихизис, рачуница, црквено појање.
Значајну улогу у развоју просвете, у овом периоду, одиграће Доситеј Обрадовић, који у августу 1807. године долази у Србију. Карађорђе га поставља за директора свих школа у Србији. Поред омасовљењу школа, видних побољшања у самој организацији и садржају рада није било. Пошто основна школа није могла да подмири новонастале друштвене потребе 1. 11. 1808. године у Београду се оснива Велика школа. Она није ни средња школа (гимназија), ни висока (универзитет), иако има елемената и једног и другог, већ је то била својеврсна стручна школа, оријентисана на образовање чиновника и јавних службеника.

### У Кнежевини Србији
У Србији су у то време постојале следеће врсте основних школа: основне (мушке и женске), средње (гимназије, полугимназије, реалка, гимназијске реалке, виша женска школа и богословија) и виша (Лицеј, односно касније Велика школа).

#### Основне школе
1843. године у Србији су постојале 143 основне школе у којима је било 4400 ученика, док је 1858. било 344 основне школе (од тога 22 школе за женску децу) са укупно 11478 ученика. Школске 1869/70 било је 441 основна школа (од тога 39 женских) са укупно 23346 ученика (од тога 2438 ученица). У Србији је 1869/70 било укупно 550 учитеља, од тога 63 учитељице. Основне школе тог времена су биле углавном четворогодишње или мање.
ОШ „Анта Богићевић” у Лозници је основана 1795. године, а отворио ју је Гргур Гргуревић. Похађао ју је највећи реформатор српског језика Вук Стефановић Караџић.

##### Основне школе у Београду
У Београду су 1857/58 биле следеће основне школе, мушке: код Велике цркве (4 разреда, 244 ученика), на Теразијама (4 разреда, 131 ученик), на Дорћолу (3 разреда, 67 ученика), у Палилули (3 разреда, 25 ученика), на Врачару (3 разреда, 39 ученика), 505 ученика. Женске школе: код Велике цркве (3 разреда, 145 ученица) и на Теразијама (2 разреда, 113 ученица), 258 ученица. Постојала је и грчка основна школа при Великој цркви (4 разреда, 33 ученика). Укупно је било 796 ученика и ученица.
1862. године у Београду је било 5 мушких (код Велике школе, на Теразијама, Дорћолу, Палилули, Врачару) и 4 женске основне школе у којима је било 577 ученика и 383 ученице. Осим тога постојало је и 10 приватних школа у којима је било 199 ученица, то укупно даје 582 ученице и све заједно 1159 ученика и ученица. Исти број мушких и женских школа задржао се и 1863. године до оснивања јеврејске основне школе на Јалији, основане су тада мушка и женска основна школа за јеврејску децу.
1864. у Београду је у женским основним школама код Велике цркве и на Теразијама додат и пети разред. 1865. године било је 6 мушких (код Велике цркве, на Теразијама, на Дорћолу, на Врачару, у Палилули и Јалији) у којима је радило 14 учитеља, било је 610 ученика. Било је 6 женских школа (код Велике цркве, Теразије, Дорћол, Врачар, Палилула, Јалија).
1866. године било је 6 мушких и 6 женских основних школа у којима је било 13 учитеља и 10 учитељица. Укупно је било 1495 ученика, од тога 642 ученице. Школску годину је завршило 1138 ученика, од тога 521 ученица.
Тренд раста броја школа и броја ученика се наставља, тако да је 1868/69 било 14 основних школа у Београду, 7 мушких и 7 женских, 15 учитеља и 13 учитељица. Укупно је било 1408 уписаних ученика, а школску годину је завршило 1193 ученика.
Школске 1869/70 било је 15 основних школа (7 мушких и 8 женских), 15 учитеља и 14 учитељица, 1442 уписаних ученика и 1318 оних који су завршили школску годину.

#### Полугимназије и гимназија
1843. у полугимназијама (у Шапцу, Неготину и Чачку) било је 43 ученика, док је 1858. у полугимназијама (у Крагујевцу, Шапцу и Неготину) било 507 ученика.
У гимназији у Београду било је 1843. 195 ученика, а школске 1857/58 било је 458 ученика.

### Законска регулатива
Школски систем био је регулисан законима, међу којима су најзначајнији:
- „Устројеније јавног училишта наставленија“ од 23. септембра 1844. године. После доношења првог Закона о школама, у основним школама више није учило само читање, писање и рачун, већ и науке као што су: историја, земљопис и природне науке.[2]
- „Устројеније девојачких училишта“ од 3. јула 1846, „Устројеније Књажеско-Србске гимназије“ од 15. септембра 1853
- „Устројеније Књажеско-Србског Лицеја“ такође од 15. септембра 1853,
- „Устројеније основни школа у Књажеству Србији“ од 22. августа 1857.

По доласку кнеза Михаила на власт закони се настављају: Закон о устројству основних школа 11. септембра 1863, Закон о устројству више женске школе 17. јуна 1863, Закон о устројству гимназија 16. септембра 1863, Закон о устројству реалке 9. јуна 1865, Закон о уређењу учитељске школе 5. октобра 1870, Закон о устројству велике школе (Академије) 24. септембра 1863.